# ギリス・グラフストローム
ギリス・グラフストローム（スウェーデン語: Gillis Grafström, 1893年6月7日 - 1938年4月14日）は、スウェーデン出身の男性フィギュアスケート選手。
1920年アントワープオリンピック、1924年シャモニーオリンピック、1928年サンモリッツオリンピックの3大会連続男子シングル金メダリスト。キャメルスピンの原型を考案し、彼の名を冠してグラフストロームスピンと呼ばれた。またソニア・ヘニーのコーチを務めたことでも知られる。

## 経歴

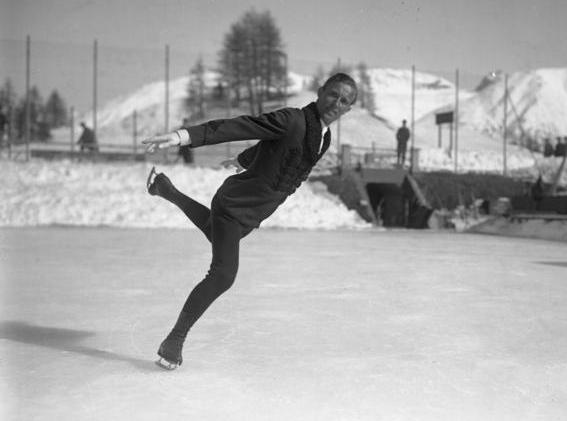
1931年のグラフストローム

- 1920年アントワープオリンピックで金メダルを獲得。
- 1922年、1924年、1929年世界フィギュアスケート選手権優勝。
- 1924年シャモニーオリンピックで2大会連続となる金メダルを獲得。
- 1928年サンモリッツオリンピックで冬季オリンピック史上初の3大会連続となる金メダルを獲得した。この冬季オリンピックにおける3連覇を達成したのは、これまでにフィギュアスケート女子シングルのソニア・ヘニー、同ペアのイリーナ・ロドニナ、ノルディック複合個人のウルリッヒ・ベーリンク、スピードスケート女子500メートルのボニー・ブレア、同女子5000メートルのクラウディア・ペヒシュタイン、リュージュ男子1人乗りのゲオルク・ハックル、そしてギリス・グラフストロームの7人だけである。
- 1932年レークプラシッドオリンピックで4連覇を目指したがオーストリアのカール・シェーファーに敗れ銀メダル。
- 1938年、敗血症のためポツダムにて死去。
- 1976年世界フィギュアスケート殿堂入り。

## 主な戦績
| 大会名       | 1913–14 | 1919–20 | 1921–22 | 1923–24 | 1927–28 | 1928–29 | 1931–32 |
| ------------ | ------- | ------- | ------- | ------- | ------- | ------- | ------- |
| オリンピック |         | 1位     |         | 1位     | 1位     |         | 2位     |
| 世界選手権   | 14位    |         | 1位     | 1位     |         | 1位     |         |